# Rully (Oise)
Rully település Franciaországban, Oise megyében. Lakosainak száma 751 fő (2022. január 1.). Rully Raray, Barbery, Brasseuse, Fresnoy-le-Luat, Montépilloy, Néry és Trumilly községekkel határos.

## Népesség
A település népessége az elmúlt években az alábbi módon változott:
| Lakosok száma | 730  | 724  | 763  | 720  | 723  | 727  | 730  | 737  | 751  |
|               | 2013 | 2015 | 2016 | 2017 | 2018 | 2019 | 2020 | 2021 | 2022 |